# Blepharella rubricosa
Blepharella rubricosa är en tvåvingeart som först beskrevs av Villeneuve 1933.  Blepharella rubricosa ingår i släktet Blepharella och familjen parasitflugor.
Artens utbredningsområde är Malawi. Inga underarter finns listade i Catalogue of Life.